# Jerzy Mielnik
Jerzy Bogdan Mielnik (ur. 29 stycznia 1931 w Świeciu, zm. 10 czerwca 2021 w Gdańsku) – polski ginekolog, profesor nauk medycznych.

## Życiorys
W 1955 ukończył studia medyczne w Akademii Medycznej w Gdańsku. W 1962 obronił pracę doktorską Poród przedłużony w świetle niektórych elektrolitów surowicy krwi i mięśniaka macicy. W 1973 habilitował się na podstawie pracy zatytułowanej Analiza śródporodowego niedotlenienia płodu i próba użycia hiperbarii tlenowej w zwalczaniu niedotlenienia w doświadczeniu na zwierzętach. Projekt oddziału położniczego z zastosowaniem intensywnej terapii i hiperbarii tlenowej. W 1989 uzyskał tytuł profesora nauk medycznych. 
Został zatrudniony na stanowisku profesora zwyczajnego w Ateneum – Szkole Wyższej w Gdańsku oraz, w latach 1955–2001, na Wydziale Lekarskim Akademii Medycznej w Gdańsku, gdzie pełnił funkcję dyrektora w Instytucie Położnictwa i Chorób Kobiecych. 
Syn Heleny i Stanisława. Pochowany na cmentarzu Srebrzysko w Gdańsku. 

## Odznaczenia i wyróżnienia
- 1968: Medal Zasługi dla Miasta Gdańska[1][3]
- 1976: Złoty Krzyż Zasługi[1][3]
- 1989: Krzyż Kawalerski Orderu Odrodzenia Polski[1][3]
- 1994: Medal „Zasłużonemu AMG”[1][3]
- 1999: Medal Komisji Edukacji Narodowej[1][3]